# Lamantin
Trichechus
Pour l’article ayant un titre homophone, voir Lamentin.
Famille
Genre
Espèces de rang inférieur
- Trichechus inunguis
- Trichechus manatus
- Trichechus senegalensis
- Trichechus pygmaeus (possible
sous-espèce de Trichechus inunguis)[1],[2]

Répartition géographique
- Trichechus inunguis
- Trichechus manatus
- Trichechus senegalensis

Les lamantins (Trichechus) sont un genre de gros mammifères aquatiques herbivores, vivant en eaux littorales peu profondes, dans les lagunes, l'embouchure des fleuves ou les marais côtiers de la zone tropicale de l'océan Atlantique. Le genre lamantin comprend trois espèces sur les quatre de la famille des Siréniens. Elles habitent chacune une zone géographique spécifique, l'Amérique du Sud, l'Amérique du Nord et l'Afrique de l'ouest.
Leur large mufle et leur mode d'alimentation (brouteur) leur vaut parfois d'être surnommés « vaches de mer » ou « vaches marines ». Leurs membres antérieurs correspondent à leurs nageoires et leurs membres postérieurs à une nageoire caudale qui sert à la motricité, celle-ci est aplatie, assez massive et arrondie. Leur peau se renouvelle continuellement ce qui empêche tous types d'algues ou de parasites de proliférer sur leur corps[réf. nécessaire].
Ce sont des animaux paisibles qui ont besoin d'une eau à une température d'au moins 20 °C. Ils sont très liés avec leur environnement, n'ayant pas une grande capacité d'adaptation. Idéalement, ils vivent dans des eaux entre 25°C et 30 °C, d'une eau douce ou d'une salinité d'environ 35 g/l. Il leur arrive de former de grands regroupements, jusqu'à 200 individus, ce qui en fait une espèce plutôt sociable avec ses congénères. Au niveau de la chaîne alimentaire, ils peuvent être pris pour cible par des orques ou bien certains types de requins.
Le mot lamantin vient de l'association d'un mot caraïbe "Manati" et du verbe "lamenter". En effet, les lamantins « lamentent ». À l'époque de Christophe Colomb, les marins européens qui les découvrent les associent au mythe des sirènes[réf. à confirmer].

## Caractéristiques

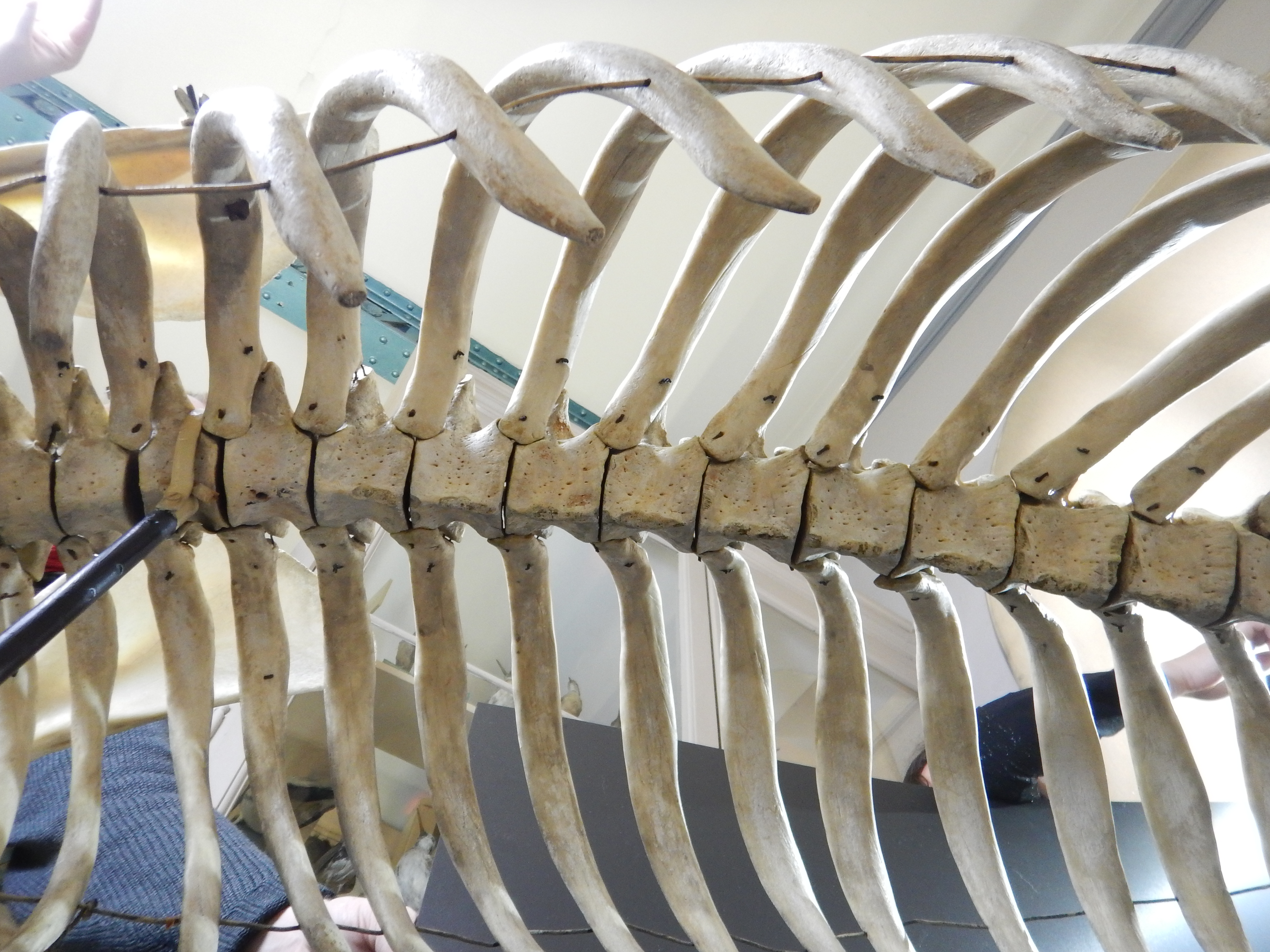
Squelette de lamantin, Musée d'histoire naturelle de Lille.

### Taille et masse
Les lamantins ont une masse de 400 à 550 kg, pour une longueur allant de 2,8 à 3 mètres, avec des maxima de 3,6 m et 1 775 kg ; les femelles ont tendance à être plus grandes et plus lourdes que les mâles. À la naissance, les lamantins ont une masse moyenne de 30 kg.

### Tête
Les lamantins ont un museau plus court que leurs compatriotes siréniens, les dugongs. Leurs petits yeux largement espacés ont des paupières qui se ferment de façon circulaire. Bien que ces yeux soient minuscules et froncés, l'animal n'est pas aussi myope qu'il le paraît : il distingue à vue les formes et les couleurs des objets. Les lamantins sont les seuls animaux connus pour avoir une cornée vascularisée.
Leur lèvre supérieure, très souple, est préhensile. Ils l'utilisent pour recueillir la nourriture en vue de la manger, ainsi que pour les interactions sociales et la communication.
Les adultes n’ont pas d’incisives ni de canines mais un ensemble de dents à l’intérieur des joues ; les molaires ne sont pas clairement différenciables des prémolaires. Ces dents sont constamment remplacées tout au long de leur vie par des nouvelles qui poussent en arrière de la mâchoire, les dents les plus jeunes poussant les plus vieilles vers l’avant jusqu'à ce qu'elles tombent. Ce processus est connu sous le nom de polyphyodontie. Parmi les autres mammifères, seuls les kangourous et les éléphants, connaissent un même mécanisme. À un moment donné, le lamantin n’a pas plus de six dents de chaque côté des mâchoires.

### Cou
Les lamantins n'ont que six vertèbres cervicales, caractéristique très inhabituelle parmi les mammifères, et qui pourrait être due à des mutations dans les gènes homéotiques. Tous les mammifères ont sept vertèbres cervicales,, à l'exception des lamantins et des paresseux.

### Queue
La queue du lamantin est en forme de pagaie arrondie. Elle constitue l'un des signes les plus manifestes pour distinguer les lamantins et les dugongs (la queue du dugong ressemble généralement à celle des baleines). Cette queue peut compter plus de vertèbres que le reste du corps du lamantin.
Les femelles ont deux mamelles, une sous chaque nageoire, caractéristique qui a été utilisée dans un premier temps pour faire les liens entre le lamantin et l'éléphant.
Le lamantin se déplace sous l'eau à l'aide de sa puissante nageoire caudale, ses deux membres antérieurs lui servant de gouvernail.

### Appareil digestif
Comme les chevaux, les lamantins ont un estomac simple, mais un grand cæcum, dans lequel ils peuvent digérer les matières végétales difficiles. En général, leurs intestins ont une longueur d'environ 45 m, ce qui est exceptionnellement long pour des animaux de leur taille. Le tube digestif du lamantin permet la digestion de la cellulose par fermentation. Cet organe varie légèrement selon les espèces. Le lamantin des Antilles puise par exemple ses aliments au fond de l'eau, où ils sont moins chargés en cellulose ; et, autre adaptation à ce broutage de fond, son museau est légèrement incliné vers le bas. Ce n'est pas le cas du lamantin de l'Amazone qui, lui, se nourrit de végétaux flottants.

### Appareil respiratoire
L'animal a des narines en haut de la tête. Il peut alors respirer sans se faire remarquer.

### Peau
Le lamantin a une peau épaisse et rugueuse. Certains poissons, qui vivent en symbiose ponctuelle, le débarrassent de ses hôtes indésirables.

### Images du squelette

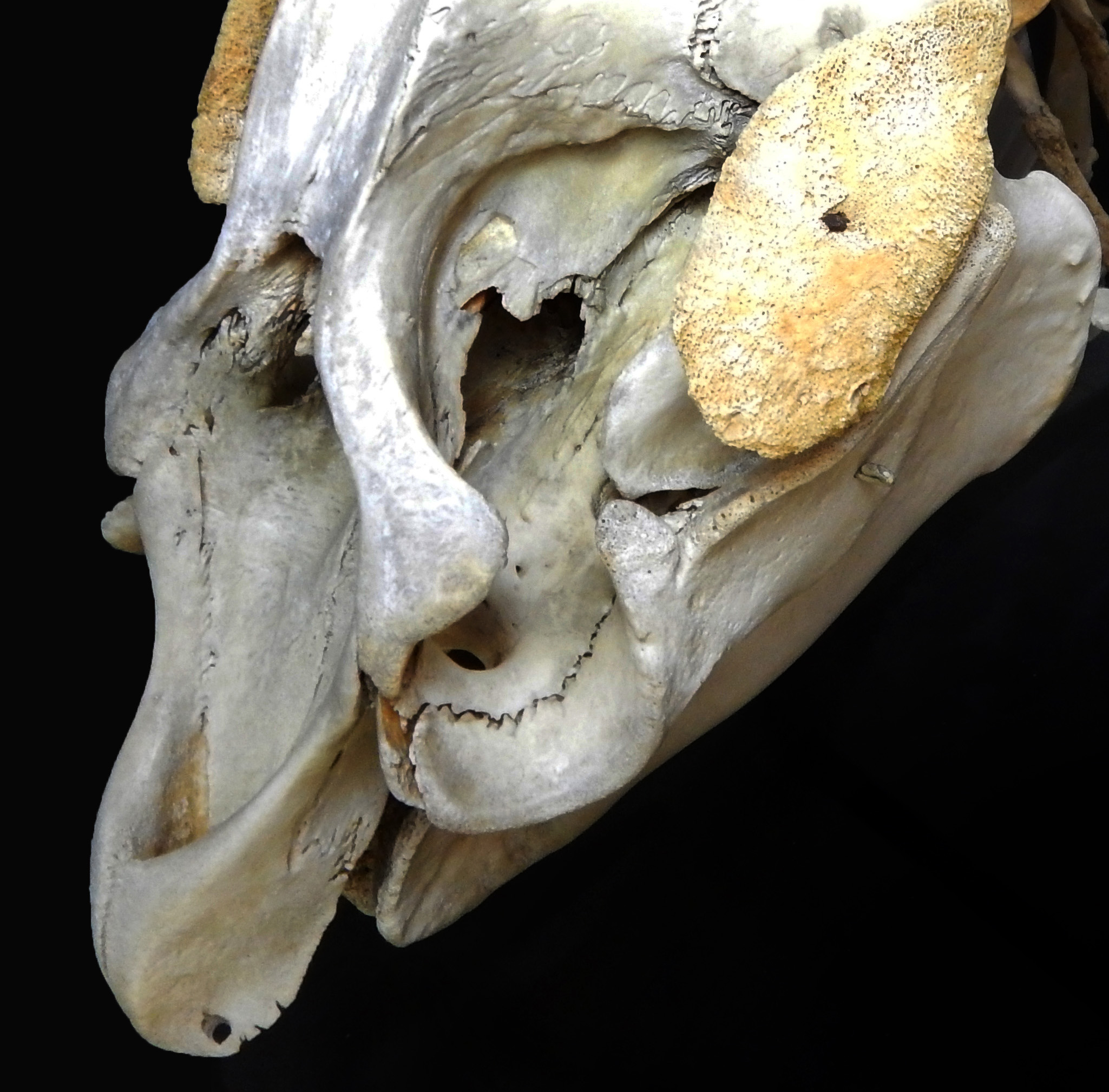
Le crâne a quelques similitudes avec celui des éléphants (ici Trichechus manatus, MHNL)
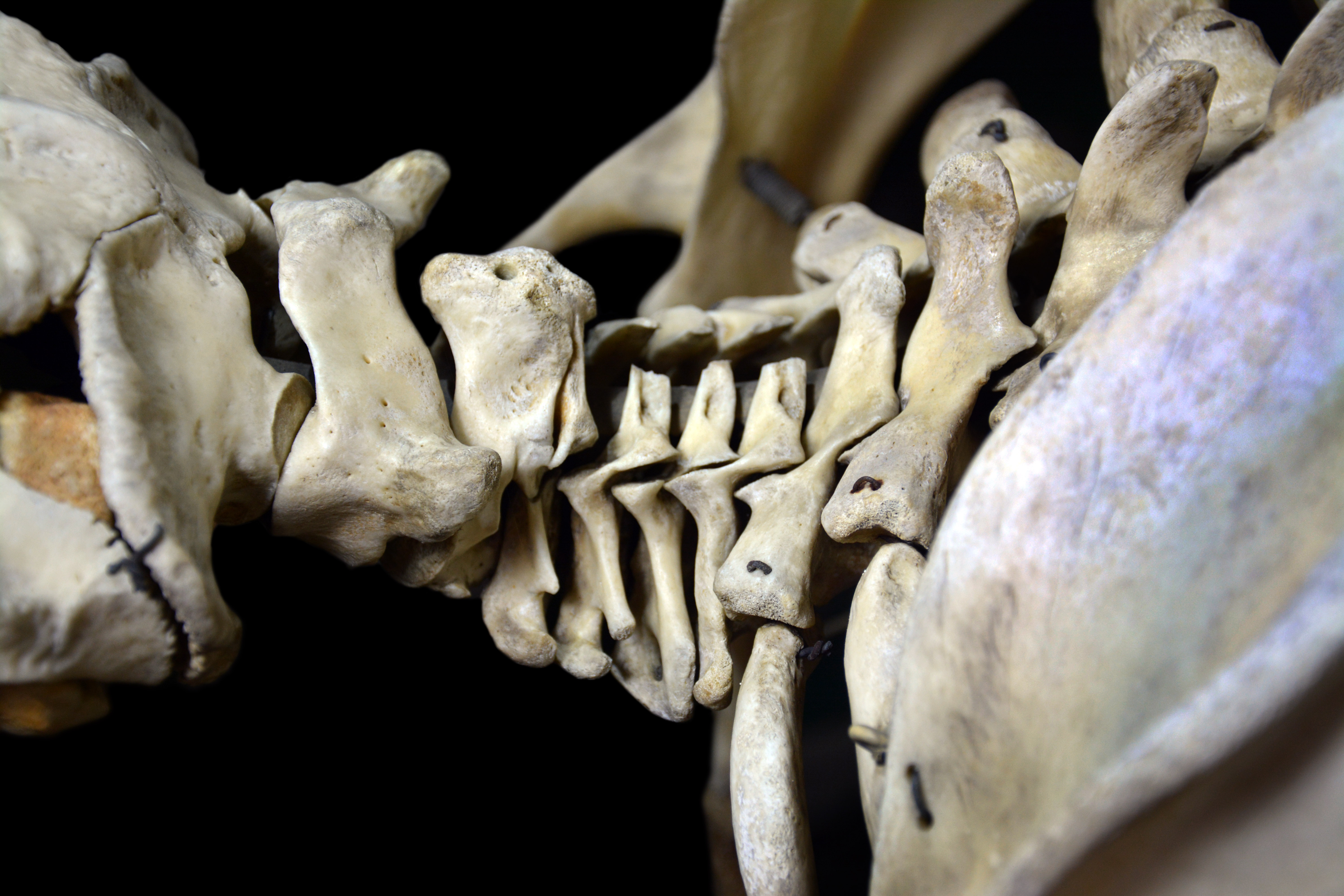
Le lamantin n'a que 6 cervicales (ici T. manatus, MHNL)
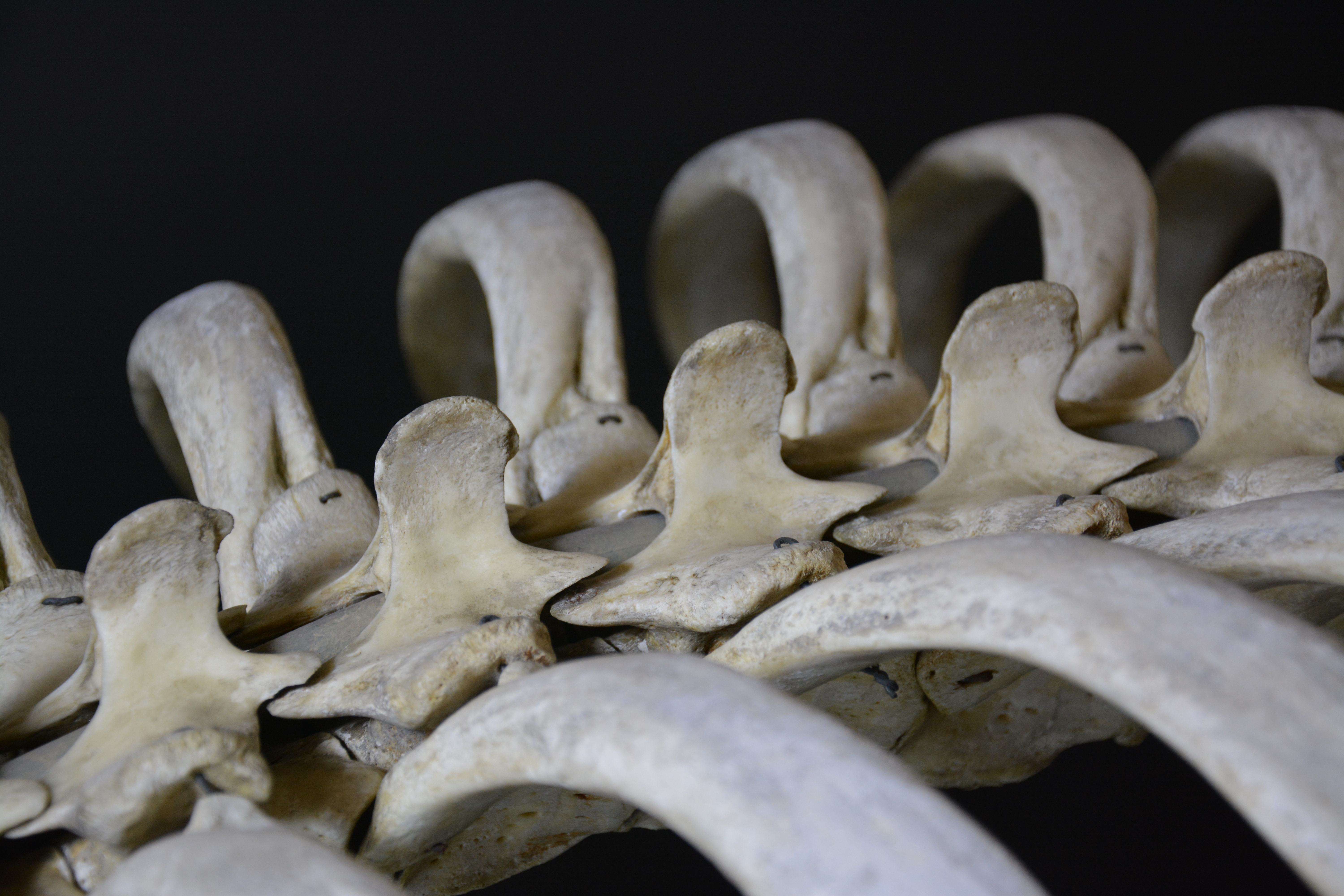
Colonne vertébrale et côtes (T. manatus, MHNL)
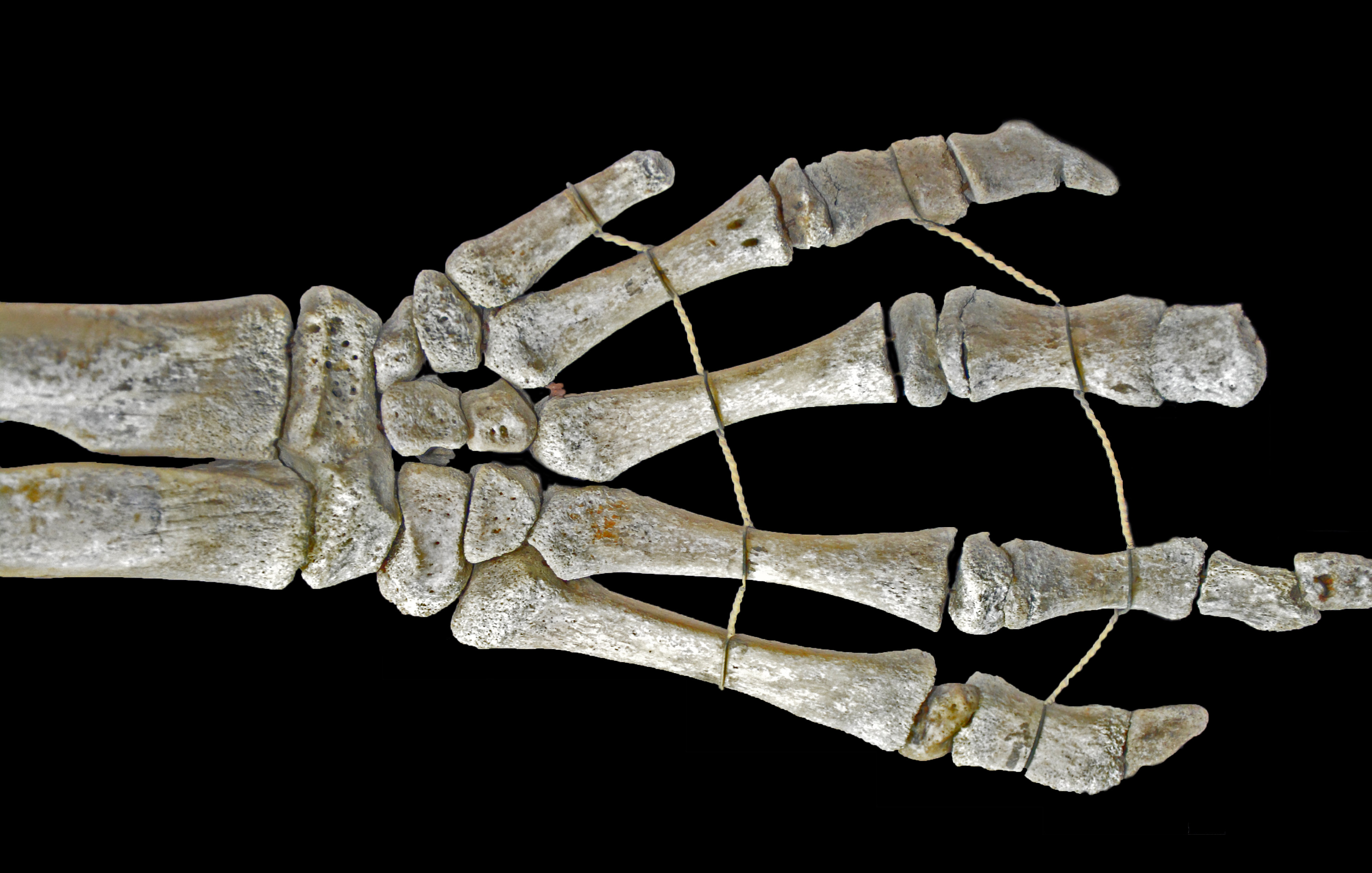
Os de la « main » d'un Lamantin (T. manatus, MHNL)
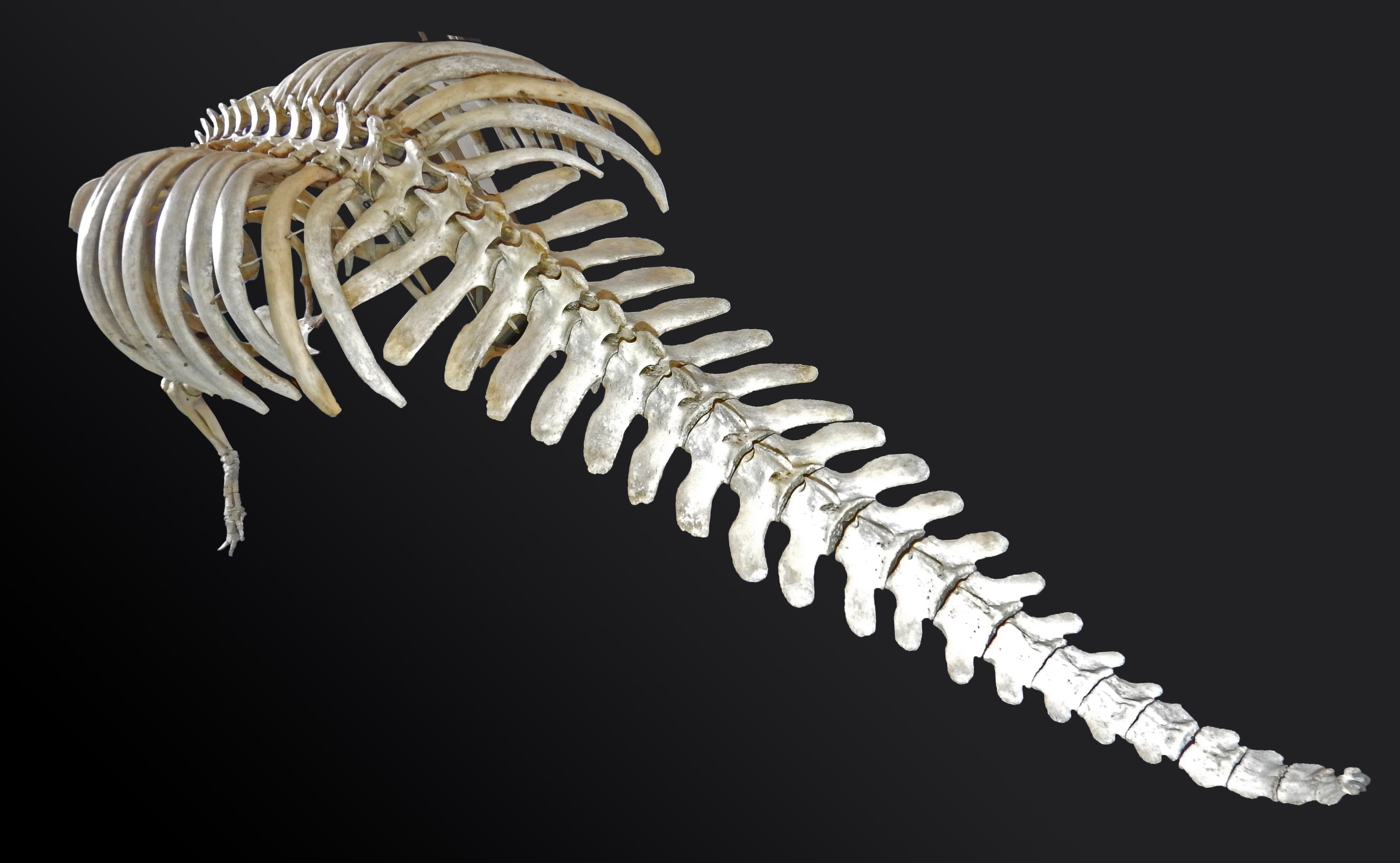
L'épine dorsale (T. manatus, MHNL)

## Écologie et comportement

### Alimentation
Les lamantins sont exclusivement herbivores, non ruminants, et consomment des plantes flottantes ou immergées. Les plantes aquatiques ont un faible contenu énergétique, ce qui explique peut-être que les lamantins ont un taux métabolique très bas, et ne peuvent vivre au-dessous de 20 °C.
Les lamantins se nourrissent de plantules de palétuviers (Rhizophora), de jacinthe d'eau (Eichhornia crassipes), du bourgou (Echinochloa pyramidalis) ou de graminées (p. ex. Paspalum vaginatum). Un lamantin peut manger jusqu'à 50 kg de végétaux par jour. Bien qu'il soit diurne, il ne semble se nourrir que la nuit. Les plantes qu'il consomme contiennent souvent de la silice, qui provoque l'abrasion des dents. Ce phénomène est compensé par le renouvellement permanent de sa dentition. Il est herbivore mais le lamantin ne rumine pas. Du fait de cette caractéristique le lamantin se rapproche plutôt des chevaux et des éléphants, toutefois il n'y a pas de lien de parenté entre ces espèces. Son alimentation tourne autour de plantes supérieures marines (phanérogames), mais il peut aussi consommer des algues et des invertébrés aquatiques. Ces aliments ont une faible valeur énergétique, il doit donc en consommer en grande quantité pour se satisfaire. Le lamantin est un animal qui peut être qualifié de solitaire, il ne se retrouvent en groupe que lors de ses périodes de reproduction à partir de ses 6 ans, ou lorsqu'il trouve une zone de nourriture abondante. Dès lors le lamantin peut devenir très tactile avec ses congénères. Il n'est pas rare de les voir se frotter entre eux et d'avoir de nombreux contacts physiques. La dégradation permanente de la dentition du lamantin due à son alimentation provoque une refonte de celle ci. Les molaires du mammifère sont régulièrement remplacés tout au long de sa vie. En moyenne les molaires de l'animal poussent à hauteur de 1 millimètre par an jusqu'à ce qu'elles tombent. Le tube digestif du lamantin constitue une autre particularité. Très long, il permet la digestion de la cellulose, élément essentiel des cellules végétales par fermentation.

### Reproduction

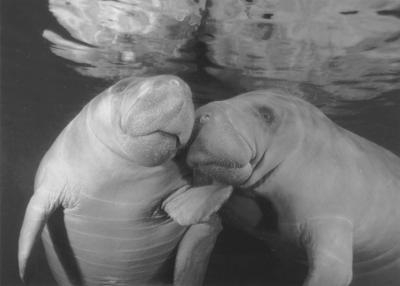
Deux lamantins

La femelle commence généralement à se reproduire vers l'âge de 7 ans. Au terme d'une gestation de 12 à 14 mois, elle donne naissance à un petit d'environ 30 kg.
Une femelle lamantin peut nourrir deux petits à la fois. Toutefois, ce phénomène est exceptionnel car ces siréniens ont rarement deux petits à la fois, mais il arrive qu'un orphelin soit adopté par une nourrice qui n'est pas sa mère.

## Habitat et répartition
Ces espèces ne vivent que près des littoraux et dans certaines zones humides ou fleuves, presque uniquement dans la ceinture intertropicale.
Une zone de regroupement connue est celle de Crystal River, au Nord de la Floride, où les lamantins profitent des sources chaudes qui oscillent entre 21 et 24 degrés. Les eaux peu profondes (environ 3 mètres) et cristallines permettent de les observer facilement. Des regroupements allant jusqu'à 560 individus pour le fleuve et 639 pour le comté ont déjà été observés.

## Classification
Les lamantins appartiennent au genre Trichechus, seul genre de la famille des Trichechidae, qui compte selon les auteurs trois ou quatre espèces très proches.
Ils constituent avec le dugong (famille des Dugongidae) et la Rhytine de Steller, aujourd'hui éteinte, l'ordre des siréniens.

### Phylogénétique
Les fossiles les plus anciens de siréniens ont été trouvés en Jamaïque. Ils ont été datés de l'Éocène inférieur (ce sont les Prorastomatidae). Cet ordre se diversifie à partir de l'Éocène moyen. D'abord amphibies, ils deviennent, selon Daryl Paul Domning, complètement aquatiques à la fin de l'Éocène, ils sont alors présents dans les zones chaudes de l'ouest-Atlantique et du Pacifique-ouest en passant par la Téthys. Les ancêtres des siréniens actuels (Trichechidae et Dugongidae) sont dits Protosiréniens. Des fossiles d'Halithériinae, ancêtres les plus proches des dugongs que nous connaissons de nos jours, ont été trouvés dans les couches datées de l'Oligocène de l'actuelle Europe (au-delà de la mer Thétys alors en recul) et dans l’Atlantique Nord-Ouest.

### Espèces
Il existe plusieurs espèces de lamantins (Trichechus spp.). Les spécialistes en distinguent principalement quatre :
- Trichechus manatus, le lamantin des Caraïbes qui est la plus grande espèce actuelle de l'ordre des Siréniens. Elle comprend deux sous-espèces parfois considérées comme des espèces distinctes :
  - Trichechus manatus manatus, le lamantin des Antilles (peu étudié),
  - Trichechus manatus latirostris, le lamantin de Floride (le plus étudié) ;
- Trichechus senegalensis, le lamantin d'Afrique de l'Ouest qui habite la côte occidentale de l'Afrique et le réseau hydrographique de toute l'Afrique de l'Ouest jusqu'au Tchad, où il est appelé ayu. Dans le village d'Agnam-Goly (au nord-est du Sénégal), il est appelé liwoongu. La distribution du lamantin ouest-africain concerne une vaste zone, mais ses populations sont isolées et morcelées, avec des noyaux relictuels situés en Mauritanie et au Sénégal, dans le Nord-Ouest, à travers la zone sahélienne (Mali, Niger), au Tchad et le long de la zone côtière (Guinée, Guinée-Bissau[20], Ghana, etc.) jusqu'en République Démocratique du Congo et en Angola. Ainsi, le lamantin est capable de vivre dans une large variété de zones humides, depuis les écosystèmes marins côtiers jusqu'aux plaines d'inondations de l'intérieur, lacs et fleuves. Sa présence a été confirmée dans tous les pays de la région littorale ouest-africaine (de la Mauritanie à la Guinée) excepté le Cap-Vert[21],[22] ;
- Trichechus inunguis, le lamantin d'Amazonie, plus petit, et le seul, parmi toutes les espèces de lamantins, qui vit exclusivement en eau douce, dans le bassin amazonien ;
- Trichechus pygmaeus, le lamantin nain, considéré par certains auteurs comme une espèce distincte du T. inunguis, qui serait endémique dans un affluent de la rivière Aripuanã.

## Réintroduction
En Guadeloupe, la réintroduction, soutenue par l'Union européenne dans le cadre du programme LIFE Sirenia, a commencé avec notamment un premier spécimen né dans une sphère zoologique, Kai, un mâle de 8 ans. Toutefois ce projet de réintroduction est désormais suspendu, à la suite de la refonte du programme et aux décisions récentes du ministère puis de l’Union Européenne, le Comité d’Orientation Régional a exprimé sa volonté de trouver rapidement un nouveau lieu d’accueil pour Kai permettant de répondre au bien être de l’animal dans des délais contraints compte-tenu de ses besoins de socialisation[réf. nécessaire].

## Les lamantins et les humains

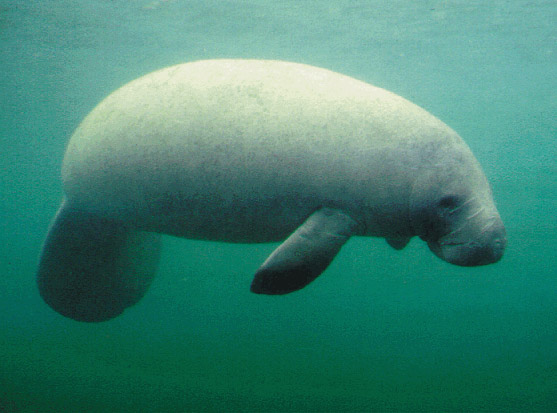
Lamantin.

Les lamantins sont associés aux légendes des sirènes, de même que le chant des sirènes est assimilé à celui des lamantins - il serait en effet comparé à une lamentation. De plus, lorsque la femelle lamantin allaite, ses glandes mammaires, situées sous les bras et non sous le ventre comme la plupart des mammifères, s'hypertrophient, ce qui a pu faire fantasmer les marins sur des seins de sirène. Cette légende date de l'expédition de Christophe Colomb, qui avait noté sur son carnet de bord en référence aux lamantins : « 3 sirènes ».

### Littérature
Dans son recueil Ethiopiques, Léopold Sédar Senghor intitule la postface (un essai prononcé à Strasbourg le 24 septembre 1954 et reproduit dans Liberté I) : « Comme les lamantins vont boire à la source ». Il y répond aux questionnements de ses amis, ainsi qu'aux critiques de ses détracteurs, qui lui reprochent autant l'imitation des grands poètes nationaux français, que l'affirmation d'un pittoresque africain. Tout en reconnaissant l'influence de ses lectures appartenant à la tradition poétique française (des troubadours à Paul Claudel, ainsi que Saint-John Perse), il souligne que l'écoute de la poésie négro-africaine a eu une place de premier ordre dans sa formation. Le poète noir, qui a suivi une éducation française, est assimilé au lamantin, qui revient inlassablement boire à la source. Il écrit :

« Et les Antillais, qui les ignoraient [les poèmes négro-africains] - Césaire n'était pas de ceux-là -, les retrouvaient naturellement en descendant en eux-mêmes, en se laissant emporter par le torrent, à mille mètres sous terre. Si l'on veut nous trouver des maîtres, il serait plus sage de les chercher du côté de l'Afrique. Comme les lamantins vont boire à la source de Simal [village sénégalais de son enfance]. »

Une longue nouvelle de l’écrivain américain Avram Davidson évoque des lamantins humanoïdes – et dangereux – que l’on peut croiser de nuit sur certains littoraux d'un pays imaginaire, le British Hidalgo, directement inspiré du Belize où a vécu cet auteur

### Fiction
- L'animal a donné son nom au pokémon « Lamantine » (qui est une otarie)[réf. nécessaire].
- Dans le jeu vidéo « League of Legends », à l'occasion du 1er avril 2011, un lamantin nommé URF devait être intégré dans la liste des champions jouables du jeu, mais cela n’a jamais pu arriver. Effectivement, les développeurs ont expliqué que cela n’était qu’un poisson d’avril ; maintenant devenu presque un mythe, le lamantin est souvent repris par comique de répétition dans le jeu sous forme d’easter egg[réf. nécessaire].
- Le lamantin occupe une place très importante dans l'épisode 1 de la 17e saison des Simpson, Ma femme s'appelle reviens[réf. nécessaire].
- Dans Le phoque blanc, l'une des histoires du Livre de la Jungle de Rudyard Kipling, Sea Cow (la « vache de mer », dont il est dit dans l'histoire qu'elle n'a que six vertèbres cervicales au lieu de sept) est un lamantin[réf. nécessaire].
- Dans le jeu vidéo Subnautica, une espèce marine du nom de Gazopode a une apparence et un comportement clairement inspirés du lamantin[réf. nécessaire].